# سوت بلدرچین

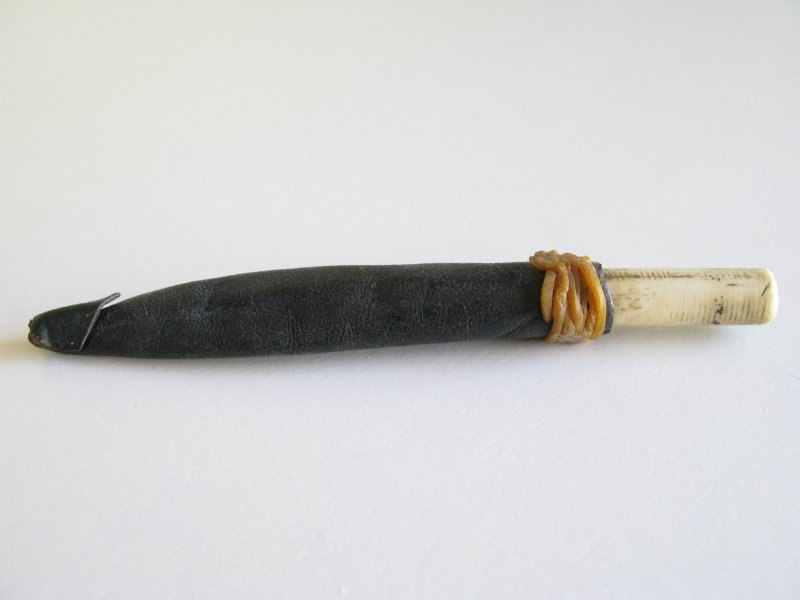
نمای کلی

سوت بلدرچین یا بوتت (کاتالونیایی: Botet) ابزار کوچکی است که در ناحیه کاتالان اسپانیا برای فراخواندن بلدرچین‌ها و به دام انداختن آن‌ها استفاده می‌شود. سوت بلدرچین را از استخوان خرگوش یا کبوتر می‌سازند.

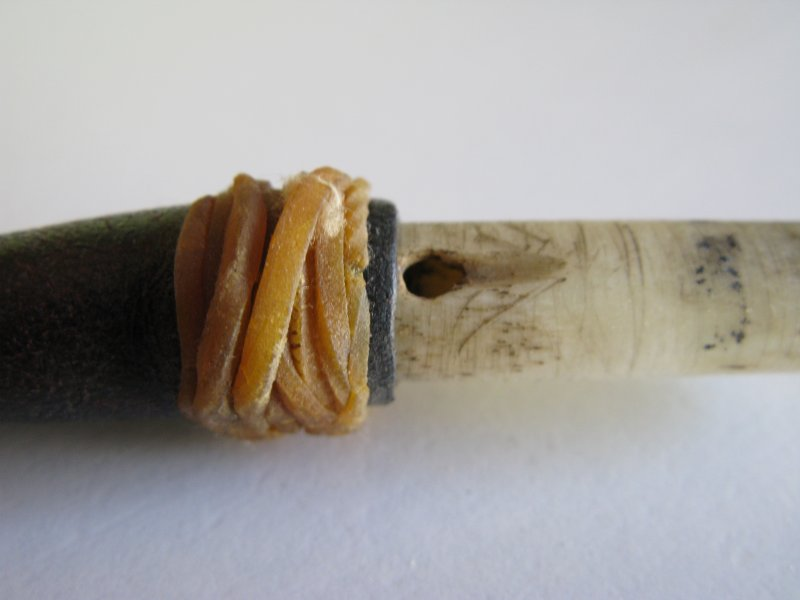
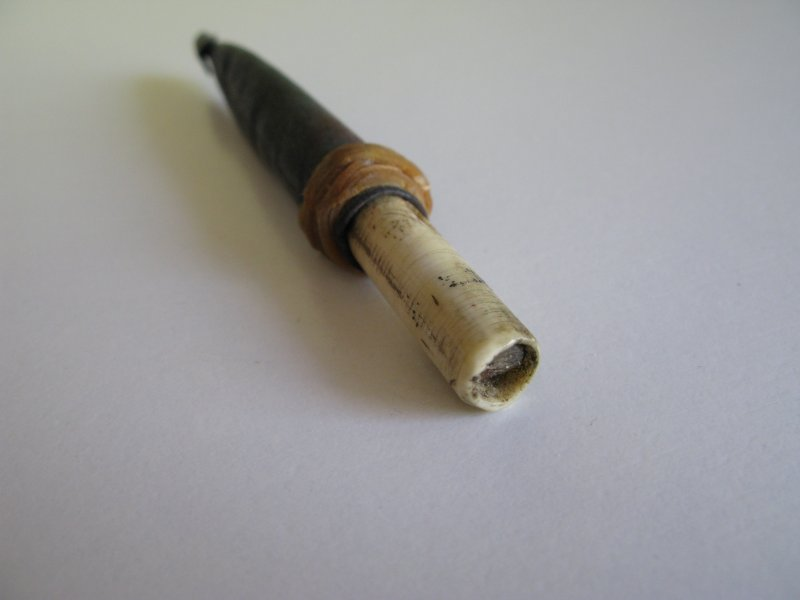